# Барћин
Барћин (пољ. Barcin) град је у Пољској и средиште општине у кујавско поморском војводству, 35 km од Бидгошча.

## Општи подаци
- Број становника: 7 883 (31.12. 2003)
- Географски положај: 2°52' N 17°58' E
- Поштански код: 88-190, 88-193
- Телефонски код: 0-52

У граду је доста развијена индустрија грађевинских матерјала (цементара "Kujawy", циглана, велики рудници калцијумових минерала из којих се он добива од XIX века).
Град се налази у близини пруге која је саграђена 1889. године

## Историја
- Први помен Барћина јавља се између 1215. и 1233. године.
- од 1541. Барћин има статус града
- У XVI век у град се досељава велики број Чеха
- Од 1772. до 1919. под пруском окупацијом
- Административно је био лоциран у округу Кциња у војводству Калиш у Великопољској покрајини.[4]
- Барћин је био једно од места погубљења Пољака које је Немачка извршила 1939. у оквиру Интелигенцакцион.[5] Три Пољака који су рођени или живели у Барћину убили су Руси у великом масакру у Катињу у априлу-мају 1940. године.[6]

## Знаменитости
- Црква из 1901. године
- Брдо светог Војћеха

## Демографија
| 2012. |
| ----- |
| 7.802 |